# Huaguoyuan
Huaguoyuan es un complejo de dos rascacielos situado en Guiyang, China. La construcción de ambos edificios comenzó en 2012 y se terminó en 2018. Ambas torres alcanzan una altura de 335 metros y 74 pisos, convirtiéndolos en unos de los edificios más altos de China. Además, son las torres gemelas más altas de China y las cuartas más altas del mundo.
Las dos torres están separadas de un gran podio de venta minorista de seis pisos que luego se extiende a otras 5 plantas subterráneas. Las torres fueron construidas simultáneamente y surgieron de una excavación profunda de todo el sitio. Ambas torres están construidas con marcos compuestos compuestos por un núcleo de hormigón armado y columnas exteriores de acero totalmente recubiertas de hormigón. Las torres son de planta cuadrada con esquinas biseladas y están enmarcadas con 9 columnas estructurales a cada lado del perímetro que reducen a 5 columnas grandes en la base mediante el uso de una transferencia de carga de columnas diagonales que se extiende por cuatro pisos justo encima de los vestíbulos principales . La cuadrícula estructural perimetral sigue siendo la misma para toda la altura restante de la torre este; sin embargo, en la torre oeste, esta cuadrícula se reduce a 7 columnas en cada lado para los pisos superiores donde un hotel se encuentra por encima del espacio de oficinas.[cita requerida]

## Transformación de la ciudad
Forman parte de uno de los proyectos de desarrollo urbanos más grandes de China. Su planificación se trabajó estrechamente con el gobierno local para transformar la antigua área de tugurios en una ciudad de clase mundial. La iniciativa es importante para las autoridades locales, con el fin de impulsar el desarrollo económico y social de la ciudad y cerrar la brecha de riqueza entre Guiyang y las ciudades costeras desarrolladas de China.